# Lennoxtown

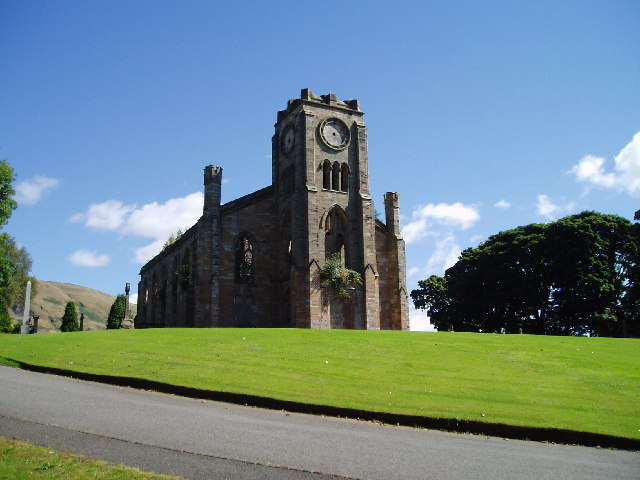
Chiesa di Lennoxtown

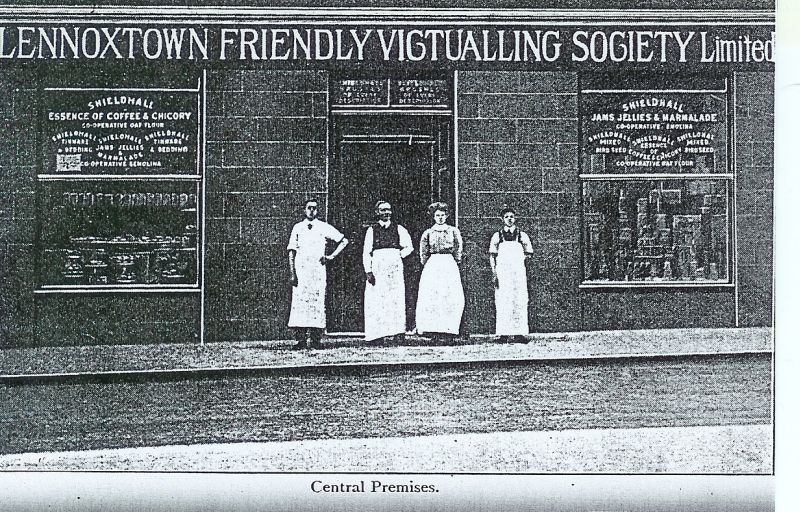
Lennoxtown nel 1812

Lennoxtown (in gaelico scozzese: Baile na Leamhnachd, pron. [b̊alə nə ʎãũnəxɡ̊]; 3.800 ab. ca.) è una cittadina della Scozia sud-occidentale (Lowlands), appartenente all'area amministrativa del Dunbartonshire Orientale (East Dunbartonshire) e situata ai piedi delle Campsie Fells.

Un tempo apparteneva invece alla parrocchia civile di Campsie e alla contea dello Stirlingshire.

## Etimologia
Il nome Lennoxtown deriva da quello di un mulino della zona, il "Lennox Mill".

Prima del 1790, la località si chiamava Newtown-of-Campsie.

## Geografia fisica

### Collocazione
Lennoxtown si trova a circa 20 km a nord di Glasgow e a circa 75 km ad ovest di Edimburgo.

## Società

### Evoluzione demografica
Al censimento del 2001, Lennoxtown contava una popolazione di 3.773 abitanti, di cui 2.930 erano le persone sopra i 16 anni di età.

Soltanto lo 0,42% della popolazione si è dichiarato parlante del gaelico scozzese.